# Howland (Maine)
Howland es un pueblo ubicado en el condado de Penobscot en el estado estadounidense de Maine. En el Censo de 2010 tenía una población de 1.241 habitantes y una densidad poblacional de 13,45 personas por km².

## Geografía
Howland se encuentra ubicado en las coordenadas 45°16′3″N 68°42′55″O / 45.26750, -68.71528. Según la Oficina del Censo de los Estados Unidos, Howland tiene una superficie total de 92.26 km², de la cual 90.44 km² corresponden a tierra firme y (1.97%) 1.82 km² es agua.

## Demografía
Según el censo de 2010, había 1.241 personas residiendo en Howland. La densidad de población era de 13,45 hab./km². De los 1.241 habitantes, Howland estaba compuesto por el 97.42% blancos, el 0.56% eran afroamericanos, el 0.56% eran amerindios, el 0.16% eran asiáticos, el 0% eran isleños del Pacífico, el 0% eran de otras razas y el 1.29% pertenecían a dos o más razas. Del total de la población el 0.4% eran hispanos o latinos de cualquier raza.